# Jan de Ribera
Juan de Ribera (ur. 27 grudnia 1532, zm. 6 stycznia 1611) – hiszpański święty Kościoła katolickiego, arcybiskup Walencji.

## Życiorys
Juan de Ribera urodził się 27 grudnia 1532 roku. Był synem Pedra de Ribera wicekróla Neapolu i księcia Alcala i Teresy. Rozpoczął studia na Uniwersytecie w Salamance i w 1577 roku otrzymał święcenia kapłańskie, a w dniu 27 maja 1562 roku został mianowany przez papieża Piusa IV na biskupa Badajoz. 3 grudnia 1568 roku został mianowany arcybiskupem Walencji. Zmarł 6 stycznia 1611 roku. Beatyfikował go Pius VI w dniu 18 września 1796 roku, a kanonizował go Jan XXIII w dniu 12 czerwca 1960 roku.